# Kupid (mjesec)
Kupid (također Uran XXVII) je prirodni satelit planeta Uran, iz grupe manjih unutarnjih pravilnih, s oko 18 kilometara u promjeru i orbitalnim periodom od 0.618 dana.